# Hyparrhenia hirta
Il barboncino mediterraneo (Hyparrhenia hirta (L.) Stapf, 1919) è una pianta erbacea appartenente alla famiglia delle Poaceae (o Graminaceae).

## Descrizione

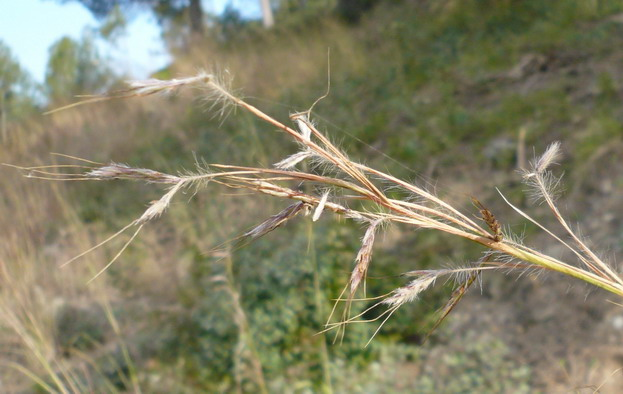
Dettaglio della spiga

È una pianta erbacea perenne emicriptofita cespitosa, alta 40–70 cm.

Ha foglie laminari e infiorescenze formate da coppie di spighe sorrette da un gambo che a sua volta nasce dall'ascella di foglie cauline rigonfie.

## Distribuzione e habitat
La specie è diffusa:
- nel bacino del Mediterraneo (Portogallo, Spagna - incluse Baleari, Francia - inclusa Corsica, Italia, Albania, Jugoslavia, Grecia inclusa Creta, Turchia, Cipro, Israele, Giordania, Libano, Siria, Egitto, Libia, Tunisia, Algeria e Marocco;
- nella Macaronesia: Capo Verde, Madera e Canarie;
- in Africa: Eritrea, Etiopia, Somalia, Sudan, Kenya, Tanzania, Uganda, Camerun, Niger, Angola, Zambia, Botswana, Lesotho, Namibia, Sudafrica, Swaziland;
- in Asia: Oman, Arabia Saudita, Yemen, Iran, Iraq, Afghanistan, India, Pakistan.

Per l'Italia il Pignatti la segnala dalla Liguria in giù, Sardegna e Sicilia comprese, escludendo la pianura padana e le regioni settentrionali.
Cresce in ambienti di prateria mediterranea e gariga.